# Jonstorp
Jonstorp – miejscowość (tätort) w Szwecji, w regionie administracyjnym (län) Skania, w gminie Höganäs.
Według danych Szwedzkiego Urzędu Statystycznego liczba ludności wyniosła: 1972 (31 grudnia 2015), 2063 (31 grudnia 2018) i 2088 (31 grudnia 2019).